# Owczary (powiat gorlicki)
Owczary (do 10 lipca 1948 Rychwałd) – wieś w Polsce położona w województwie małopolskim, w powiecie gorlickim, w gminie Sękowa.

## Historia
Nazwa wsi pochodzi od niemieckiego słowa Reichwald bogaty las; wielki szmat lasów. Pierwotnie była to wieś niemiecka (zob. Głuchoniemcy). W średniowieczu nie do końca ustalono postać nazwy miejscowości, była oddawana w formie jako Reichwald 1404, Richwald (1404), de Richwald (1426), Richwald (1581). Po drugiej wojnie światowej na skutek działań KUNM została zmieniona urzędowo na Owczary.
Wieś została ponownie lokowana na prawie wołoskim w 1417. W latach 1975–1998 miejscowość należała administracyjnie do województwa nowosądeckiego.
Integralne części miejscowości: Dół, Góra, Kozylów.

## Turystyka

### Zabytki
Obiekt wpisany do rejestru zabytków nieruchomych województwa małopolskiego.

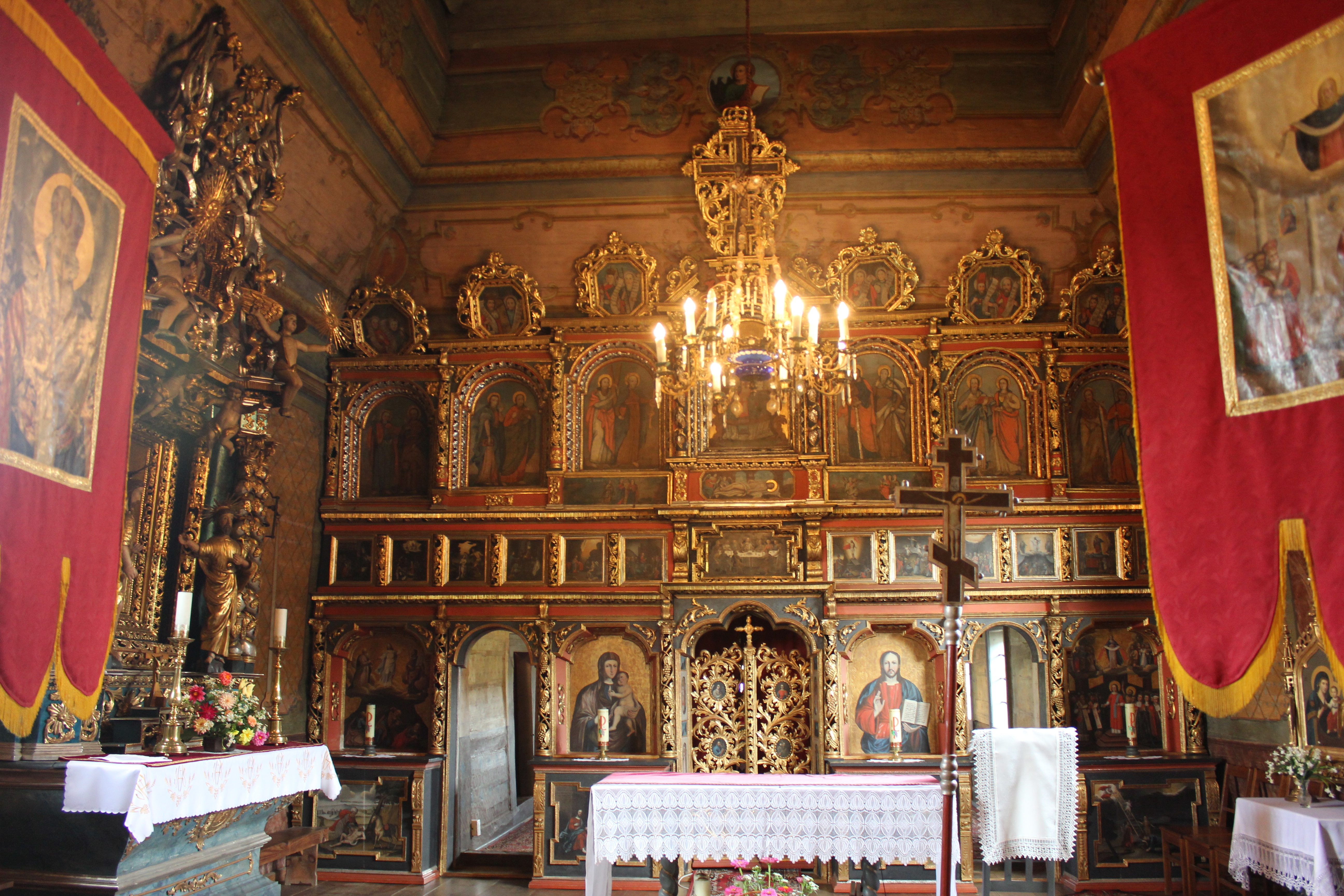
Wnętrze cerkwi

- Cerkiew greckokatolicka pw. Opieki Bogarodzicy (Opieki Matki Bożej) – wybudowana w 1653 roku Jest to cerkiew trójdzielna, konstrukcji zrębowej, nad nawą i prezbiterium oddzielne dachy, potrójnie łamane uskokowo, kolejno przechodzące w smukłe wieżyczki. Prezbiterium i nawę nakrywają kopuły namiotowe. Obecne prezbiterium wzniesione zostało w 1710 roku, a wieża w 1783. Wewnątrz cenne wyposażenie cerkiewne z XVII, XVIII i XIX wieku. Ściany ozdobione polichromią z 1938 roku. Znajduje się tam również barokowy ikonostas oraz barokowe ołtarze boczne[10]. W 1994 roku obiekt otrzymał prestiżową nagrodę Prix Europa Nostra za wzorowo prowadzone prace konserwatorskie. Cerkiew ozdobiona jest polichromią figuralno-ornamentalną z 1938 roku. Ikony z ikonostasu pochodzą z 1712 i 1756 roku. Dwa barokowe ołtarze boczne: lewy ikona Matki Boskiej z Dzieciątkiem, prawy z podobizną św. Mikołaja. W prezbiterium mały ołtarzyk z ikoną Chrystusa Nauczającego[11]. Cerkiew współużytkowana jest przez greckokatolicką parafię Opieki Matki Bożej oraz rzymskokatolicką parafię w Sękowej. Cerkiew znajduje się na szlaku architektury drewnianej województwa małopolskiego. W 2013 została wpisana na Listę Światowego Dziedzictwa UNESCO wraz z innymi drewnianymi cerkwiami w Polsce i na Ukrainie.
- Cmentarz wojenny nr 70 z I wojny światowej.

Cmentarz został zaprojektowany przez Hansa Mayra. Spoczywa na nim 87 żołnierzy w 13 grobach zbiorowych oraz 40 pojedynczych poległych w latach 1914–1915.

### Szlaki turystyczne
- od cerkwi do cmentarza nr 70 (szlak cmentarny)